# Weingut Georg Siben Erben
Das Weingut Georg Siben Erben ist ein Weingut in der pfälzischen Kleinstadt Deidesheim im deutschen Weinbaugebiet Pfalz. Es produziert überwiegend Rieslingweine, daneben Grau-, Weiß- und Spätburgunderweine, und bewirtschaftet eine Rebfläche von etwa 12 ha.

## Geschichte
Gegründet wurde das Weingut im Jahr 1710. Zu der Eigentümerfamilie, die das Gut bewirtschaftet, zählten unter anderem die beiden Politiker Josef und Johann Julius Siben. Das Weingut ist Gründungsmitglied des Vereins der Naturweinversteigerer der Rheinpfalz (1908), dem Vorläufer des heutigen Verbands Deutscher Prädikatsweingüter (VDP), in dem es seit dessen Gründung Mitglied ist.

## Gebäude
Das Gutsgebäude des Weinguts an der Deutschen Weinstraße ist ein denkmalgeschützter Dreiseithof aus Sandsteinquadern. Johannes Siben ließ es 1828 errichten. Das zweieinhalbgeschossige Wohnhaus trägt ein Satteldach, dessen Deckung und Dachstuhl nach einem Brand im 19. Jahrhundert wiederhergestellt wurden. Neben dem Wohnhaus und einem Nebengebäude gehört auch ein ehemaliger Kuhstall mit einem Stutzkuppelgewölbe zum Gutsgebäude. Unter dem Gebäude befinden sich tiefe Gewölbekeller.

## Lagen
Das Weingut bewirtschaftet Rebflächen in den Lagen Deidesheimer Grainhübel, Deidesheimer Kalkofen, Deidesheimer Kieselberg, Deidesheimer Langenmorgen, Deidesheimer Paradiesgarten, Forster Ungeheuer und Ruppertsberger Reiterpfad.